# Flint Automobile Company

Flint Roadster (1903) am London to Brighton Veteran Car Run 2011

Flint

Die Flint Automobile Company war ein US-amerikanischer Hersteller von Automobilen in Flint (Michigan).

## Beschreibung
Alexander Brunell Cullen „A.B.C.“ Hardy war ein persönlicher Freund von William C. Durant und Dallas Dort, mit denen er die Durant-Dort Carriage Company in Flint führte. Dieses Unternehmen stellte Kutschen und Fuhrwerke in Serie her und war der Marktführer in den USA. Ende 1901 zog sich Hardy, wohl wegen Überarbeitung, aus dem Betrieb zurück und ging auf eine Europareise. Zuvor hatte er seine Partner nicht davon überzeugen können, in Automobile zu investieren. In Frankreich besuchte er mehrere Autofabriken und war von den Fortschritten beeindruckt. Zurück in den USA, gründete er 1902 die Flint Automobile Company.

## Der Flint Roadster
Das einzige Fahrzeug im Programm war eine attraktive, zweisitzige Voiturette namens Flint Roadster. Das Fahrzeug, das gelegentlich auch Hardy genannt wurde, hatte einen Radstand von nur 72 Zoll (1829 mm) und eine Runabout-Karosserie mit einem Staufach im Bug, das an eine Motorhaube erinnerte. Angetrieben wurde das Fahrzeug von einem wassergekühlten 8 PS Einzylindermotor unter der Sitzbank; der Schlangenkühler war vor der Vorderachse untergebracht. Die Kraftübertragung erfolgte mittels Kette auf das Differential an der Hinterachse. Der Wagen hatte eine links außen neben dem Fahrersitz angebrachte Lenksäule mit rechtwinklig angesetztem Hebel. Die Aufhängung bestand aus Doppelelliptik-Blattfedern rundum. Zum Lieferumfang gehörten Drahtspeichenräder. Mit US$ 850 war das Auto teurer als der konzeptionell ähnliche und sehr erfolgreiche Oldsmobile Curved Dash (US$ 650), war aber auch etwas größer und deutlich kräftiger motorisiert als dieser.
Nur 52 Stück wurden fertiggestellt, ehe das Unternehmen Anfang 1903 von der Electric Vehicle Company (E.V.C.) wegen Verletzung des Selden-Patents verklagt wurde. Die E.V.C. hatte die Rechte daran erworben und die Erhebung von Lizenzgebühren zum Geschäftsmodell gemacht. Außerdem wachte sie darüber, wer Autos produzieren durfte.
Hardy war nicht bereit, sich auf ein demütigendes Verfahren und ein Aufnahmegesuch mit ungewissem Ausgang einzulassen und zog es vor, stattdessen die Produktion einzustellen. Danach arbeitete er wieder für die Durant-Dort Carriage Company.

## Historische Zusammenhänge
Die Gründung der Flint Automobile Company hatte aber auch unerwartete Konsequenzen, die weit über die Bedeutung des Unternehmens als lokaler Hersteller hinausgehen. James H. Whiting (1842–1919), befreundet mit Hardy und trotzdem mit seinem Kutschenbauunternehmen Flint Wagon Works ein ernsthafter Konkurrent, wurde durch Hardys Vorgehen ermutigt, seinerseits in die Automobilproduktion zu investieren. Das Unternehmen seiner Wahl war die Buick Motor Company in Detroit, die ein gutes Produkt in der Entwicklung hatte, damit aber nicht vom Fleck kam. Whiting kaufte im Spätsommer 1903 die Anteile des bisherigen Mehrheitseigentümers, Benjamin Briscoe (1867–1945) und veranlasste den Umzug des Unternehmens nach Flint.
Während Briscoe die frei gewordenen Mittel in den Aufbau der gemeinsam mit Jonathan Dixon Maxwell (1864–1928) gegründeten Maxwell-Briscoe Company steckte, verkaufte Whiting seine Anteile, weil der Investitionsbedarf seine finanziellen Möglichkeiten überstieg. Neuer Eigentümer wurde, durch Vermittlung von Hardy, William Durant, der mittlerweile erkannt hatte, dass das Auto sehr wohl Zukunft hatte. Buick wurde die Keimzelle von General Motors und aus Maxwell-Briscoe entstand später der Chrysler-Konzern.

## Ein Schadenersatzprozess zum Schluss
Hardy scheint ein nachtragender Mensch gewesen zu sein. 1909 gründete er seine Flint Automobile Company neu und nur zum Zweck, um seinerseits die Association of Licensed Automobile Manufacturers (A.L.A.M.), die Rechtsnachfolgerin der Electric Vehicle Company bei der Verwertung der Selden-Lizenz, auf Schadenersatz zu verklagen. Er argumentierte, dass ihm aus den Machenschaften der E.V.C. ein Verlust von US$ 75.000 erwachsen sei. Das Geld dürfte er nie gesehen haben, denn die A.L.A.M. brach zusammen, ehe ein Urteil gesprochen war.

## Flint Roadster heute
Mindestens ein Flint Roadster existiert noch in Privatbesitz und nimmt gelegentlich teil am London to Brighton Veteran Car Run für Automobile, die vor dem 31. Dezember 1904 gebaut worden sind.